# کاچماک (آلاسکا)
کاچماک (به انگلیسی: Kachemak) شهری در بخش شبه‌جزیره کنای ایالت آلاسکا است که جمعیت آن در سرشماری سال ۲۰۰۰ میلادی ۴۳۱ نفر بوده‌است.